# 皮洛塔宫
44°48′19″N 10°19′35″E / 44.805179°N 10.326309°E

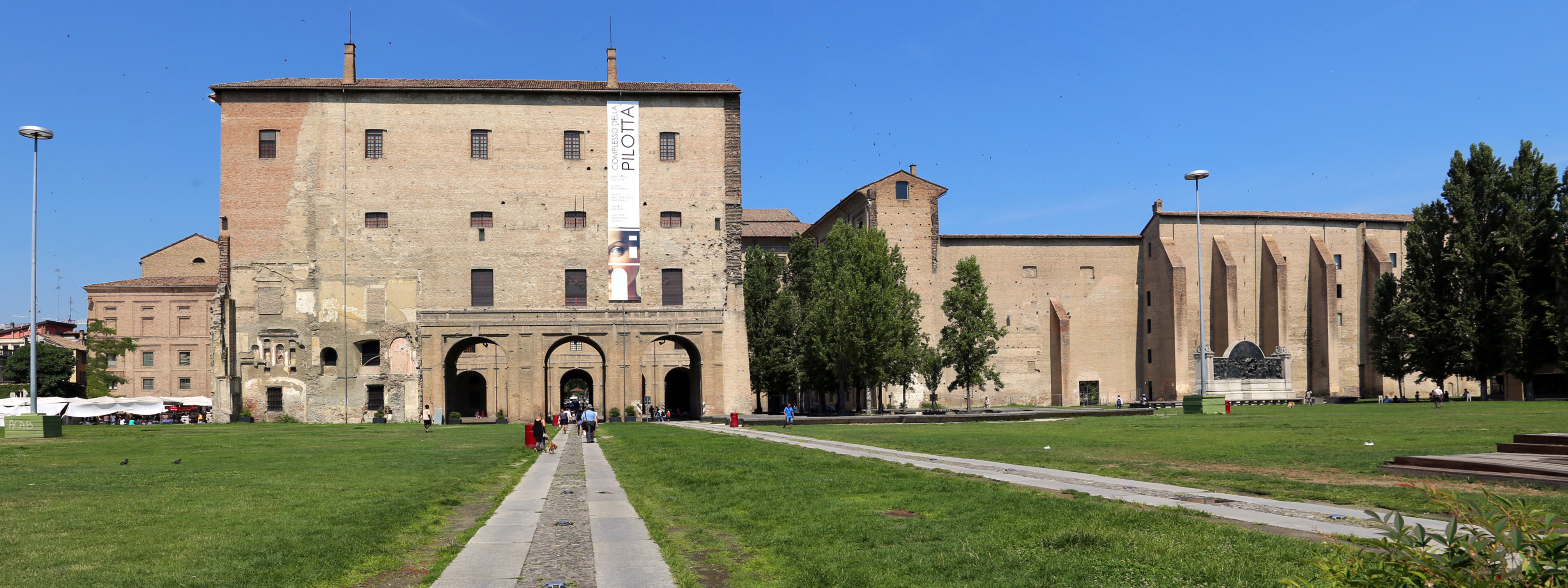
皮洛塔宫。右侧重建的部分原为圣伯多禄堂。大孔是由爆炸引起的。

皮洛塔宫（Palazzo della Pilotta）是意大利艾米利亚-罗马涅大区帕尔马的一座历史建筑，位于古城地和平广场（Piazzale della Pace）附近。它的名称源自于当时驻扎在帕尔马的西班牙士兵所玩的游戏回力球。

## 历史
皮洛塔宫建于1583年，在奥塔维奥·法尔内塞公爵统治末期，位于公爵宫对岸。毗邻的多明我会圣伯多禄堂最近已经拆除。帕尔马的法尔内塞家族统治结束后，宫殿的动产被公爵卡洛斯一世，后来的西班牙国王带到那不勒斯。
现存建筑群包括三个庭院：Cortile della Pilotta、Cortile del Guazzatoio和Cortile della Racchetta。到2015年，该建筑群内开设了许多文化机构和博物馆，包括：
- 国家考古博物馆
- 保罗Toschi艺术学校
- 波多尼博物馆（Museo Bodoniano）[1]
- 法尔内塞剧院
- 帕尔马国家美术馆